# Taiwanomyia inobsepta
Taiwanomyia inobsepta är en tvåvingeart som beskrevs av Alexander 1970. Taiwanomyia inobsepta ingår i släktet Taiwanomyia och familjen småharkrankar.
Artens utbredningsområde är Thailand. Inga underarter finns listade i Catalogue of Life.